# Мобарак, Игнатий
Игнатий Мобарак (26 сентября 1876 года, Ливан – 19 мая 1958 года, Бейрут, Ливан) — католический прелат, архиепископ Бейрута Маронитской католической церкви с 23 февраля 1919 года по 20 января 1952 год

## Биография
29 июня 1901 года был рукоположён в священника.
23 февраля 1919 года Римский папа Бенедикт XVI назначил его архиепископом Бейрута. 2 марта 1919 года состоялось рукоположение Игнатия Мобарака в епископа, которое совершил маронитский патриарх Илья Бутрос Хоайек.
20 января 1952 года подал в отставку. В этот же день был назначен титулярным архиепископом Габалы.
Скончался 19 мая 1958 года в Бейруте, Ливан.